# Soner Tolungüç
Soner Tolungüç (* 14. Oktober 1964 in Hatay) ist ein ehemaliger türkischer Fußballspieler und heutiger -trainer.

## Sportliche Karriere
Tolungüç spielte am Anfang seiner Karriere für İskenderunspor und Düzce Kervan Doğsanspor. Vor dem Beginn der Saison 1988/89 wechselte er zum Erstligisten Kahramanmaraşspor. Kahramanmaraşspor stieg als Tabellenletzter in die 2. Liga ab. Tolungüç verließ daraufhin Kahramanmaraşspor und wurde Spieler von Sarıyer SK.
Nach einer Saison mit Sarıyer ging es für den Außenverteidiger zuerst auf Leihbasis zu Trabzonspor und danach zu Galatasaray Istanbul. Sein erstes Pflichtspiel für die Gelb-Roten war beim Finale um den türkischen Supercup am 14. August 1993. Galatasaray gewann mit 2:0 und wurde Supercupsieger. Am Ende der Spielzeit wurde Tolungüç mit seinen Teamkollegen türkischer Meister. Nach der Saison 1993/94 wurde Tolungüç an Antalyaspor und Bakırköyspor ausgeliehen.
Seine Karriere beendete er bei Karşıyaka SK 1997.

## Trainerkarriere
Im Januar 2000 verpflichtete ihn Konyaspor als Co-Trainer. Ende 2000 wurde Tolungüç von Cheftrainer Çorluspor. Es folgten Engagements als Jugendtrainer bei Körfez Belediyespor und Istanbul Güngörenspor. Von August 2010 bis Februar 2011 war der ehemalige Außenverteidiger Cheftrainer von Adana Demirspor. Sein bislang letzter Trainerjob war von August 2016 bis Dezember 2016 bei Karşıyaka SK.

## Erfolge
Galatasaray Istanbul
- Cumhurbaşkanlığı Kupası: 1993
- Türkischer Meister 1994